# 武毛銀行
武毛銀行（ぶもうぎんこう）は、明治期から大正期の、埼玉県下吉田村（現・秩父市）に本店のあった銀行。
1899年12月10日、下吉田村において金融会社金崎永保社を母体に国神銀行（くにかみぎんこう）の名称で設立し、1900年1月21日に開業。1902年8月15日に武毛銀行に改称。1922年6月15日に秩父銀行に買収され幕を閉じた。
1919年頃に建築された本店は、当地には珍しいレンガ作りの洋風建築であり、現在も国の登録有形文化財として保存されている。